# Premio Colosseo
Il Premio Colosseo, bandito dal Comune di Roma nell'anno del bimillerario della nascita di Tito Flavio Vespasiano, è un premio consistente in una scultura in fusione d'argento del maestro Codognotto e viene assegnato annualmente per premiare l'impegno e l'opera di chi tiene alto il prestigio della Città Eterna nel mondo.
Inaugurato nel 2009, per il bimillenario della nascita dell'imperatore e costruttore del Colosseo.

## Vincitori del Premio Colosseo
- 2009: Franco Zeffirelli, Regista italiano, per il suo cortometraggio su Roma Omaggio a Roma.[1]
- 2010: Lindsey Davis, Autrice britannica, famosa specialmente per la serie di Marco Didio Falco ambientata nella Roma antica.[3]